# Sojuz MS-18
Sojuz MS-18 – misja statku Sojuz do Międzynarodowej Stacji Kosmicznej, która ma dostarczyć połowę jej stałej załogi. Jest to 146. lot kapsuły Sojuz.
Start z kazachskiego kosmodromu Bajkonuru odbył jest 9 kwietnia 2021 r.
Powrót załogi planowany był w październiku 2021. W związku z misją ekipy filmowej, która przybyła statkiem Sojuz MS-19 i wróciła na Ziemię 17 października 2021, powrót inżynierów Dubrowa i Vande Hei planowany jest na pokładzie Sojuza MS-19. 

## Załoga

### Podstawowa
- Oleg Nowicki (3. lot) – dowódca statku kosmicznego (Rosja, Roskosmos);
- Piotr Dubrow (1. lot) – inżynier pokładowy (Rosja, Roskosmos);
- Mark Vande Hei (2. lot) – inżynier pokładowy (USA, NASA);[2]

### Powrotna
- Oleg Nowicki (3. lot) – dowódca statku kosmicznego (Rosja, Roskosmos);
- Klim Shipenko (1. lot) – inżynier pokładowy, film Vyzov (Rosja, Roskosmos);
- Julija Peresild (1. lot) – inżynier pokładowy, film Vyzov (Rosja, Roskosmos);